# ココア男。
ココア男。（ココアおとこ）は、日本の5人組バンド。

## 概要
2009年
- 4月 - 2010年3月に関西テレビで放送された『イケメンデルの法則』にゲストで出演していた、鎌苅健太、鈴木勝吾、細貝圭、RUN&GUNの米原幸佑、井出卓也の5人によって結成された。

2010年
- 2月5日放送分で結成が発表され、2010年3月15日に大阪府のBIG CATにおいて『ドコモ presents イケメンデルの法則　恋のJUMP UP LIVE!』と題したファーストライブが行われ、2010年3月25日放送の最終回1時間スペシャルにおいて、ライブの模様が放送された。
- 4月14日にデビューシングル『甘い罠 苦い嘘、、、』が発売され、2010年4月13日付のオリコンチャートデイリー初登場10位を記録、ウィークリーチャート初登場15位を記録した。
- 7月14日から、関西テレビでココア男。の5人が主演するドラマ『ヘヴンズ・ロック』が開始、ドラマ主題歌及び挿入歌として『Let me free 〜強引なほど、、、/CROSS MIND』を2010年9月15日に発売された。
- 9月17日 - 9月19日に行われた『Let me free 〜強引なほど、、、/CROSS MIND』のリリース記念イベントはのべ7000人のファンが集まった。
- 9月17日 - 9月19日の2thCDのイベント期間中に12月1日に発売されるアルバム｢RICHCOCOA｣のジャケットの配置をくじ引きで決めた。
- 12月1日にファーストMINI ALBUM「RICHCOCOA」が発売。
- 12月5日になんばHatch,12月6日にShibuya O-EASTでココア男。初のLIVE『ココア男。1stLIVETOUR2010〜ホットココア1杯目〜ヒリヒリしちゃえばいいんじゃない？』を行った。

2011年
- 5月11日に3rdシングル『Soldier/「NO you ! NO life ! NO...xx ?」feat.Me DVD（「Soldier」Music Clip, Making収録）付）』が発売され、ウィークリーチャート初登場16位を記録した。
- 8月10日に4thシングル『ハリキリ女神』が発売され、2011年8月9日付のオリコンチャートデイリー初登場9位を記録、8月14日付のオリコンチャートデイリー7位を記録、ウィークリーチャート初登場12位を記録した。翌日、日本テレビPON!「お手を拝借！手相でスッPON!」コーナーに出演。その直後yahoo!、Googleともに急上昇ワードランキング1位を獲得。
- 12月5日 - 2012年3月をもって解散することを公式サイトにて発表した。解散理由として「いつの間にか『還る場所』となっていたココア男。でしたが、僕たち5人それぞれが更に成長するための決断です」という。解散後は、メンバーそれぞれが本業である俳優業に専念することになる。

2014年
- 10月12日 - shibuya duo MUSIC EXCHANGEで行われたMEN'S NA-TION MUSIC LIVEにTakuya IDE feat.友達以上恋人未満としてココア男。が登場(米原は舞台出演中であった為欠席)し、2015年3月に1日限定で再結成する事をサプライズ発表。

2015年
- 3月15日 - 新宿BLAZEにて、解散後約3年ぶりとなるLIVE『心愛祭〜いまさらだけどココア男。の｢。｣っている？〜』を開催。

## メンバー
- 鎌苅健太（ボーカル）
- 鈴木勝吾（ギター）
- 細貝圭（ベース）
- 米原幸佑（ドラムス）
- 井出卓也（キーボード）

## ディスコグラフィー

### シングル
■ … 10位以内 ■ … 20位以内 ■ … 30位以内
|        | タイトル                                       | 発売日   | 収録内容 | 最高 |
| 2010年 |                                                |          | |      |
| 1st    | 甘い罠 苦い嘘、、、                            | 4月14日  | CD (AVCD-31819/B) 1. 甘い罠 苦い嘘、、、 KTV「イケメンデルの法則」テーマ・ソング 2. ヒリヒリしようよ、、、 3. 甘い罠 苦い嘘、、、(カラオケ) 4. ヒリヒリしようよ、、、(カラオケ) DVD (AVCD-31819/B) 1. 甘い罠 苦い嘘、、、[ミュージック・ビデオ] 2. Jacket & PV Making VIDEO | 15位 |
| 2nd    | Let me free 〜強引なほど、、、 /CROSS MIND     | 9月15日  | CD (AVCD-31909/B) 1. Let me free 〜強引なほど、、、 KTVドラマ「ヘヴンズ・ロック 〜Heaven's Rock〜」主題歌 2. CROSS MIND KTVドラマ「ヘヴンズ・ロック 〜Heaven's Rock〜」挿入歌 3. Let me free 〜強引なほど、、、(Instrumental) CD (AVCD-31910/B) 1. CROSS MIND 2. Let me free 〜強引なほど、、、 3. CROSS MIND (Instrumental) CD (AVCD-31911) 1. Let me free 〜強引なほど、、、 2. CROSS MIND 3. Let me free 〜強引なほど、、、(Instrumental) 4. CROSS MIND (Instrumental) DVD (AVCD-31909/B) 1. Let me free 〜強引なほど、、、(Video Clip) 2. ココア男。Making Video「〜甘くて、長い一日、、、」 DVD (AVCD-31910/B) 1. CROSS MIND (Video Clip / Director's Cut Edition) 2. Let me free 〜強引なほど、、、(Video Clip) | 17位 |
| 2011年 |                                                |          | |      |
| 3rd    | Soldier /「NO you! NO life! NO...××?」 feat.Me | 5月11日  | CD (AVCD-31938/B,AVCD-31939/B,AVCD-31940) 1. Soldier KTV「MOTEL 欲しがる男女のモテ学」テーマ・ソング EXエンタテインメント「ログ×メン -COCOAOTOKO.-」テーマ・ソング 2. 「NO you! NO life! NO...××?」feat.Me 3. Soldier (Instrumental) 4. 「NO you! NO life! NO...××?」feat.Me (Instrumental) DVD (AVCD-31938/B) 1. Soldier (MUSIC VIDEO) 2. Making Of Video Clip「Soldier」 DVD (AVCD-48039/B) 1. LIVE ダイジェスト映像 ココア男。LIVE TOUR 2010 ホットココア1杯目 〜ヒリヒリしちゃえばいいんじゃない?〜 (2010.12.5 大阪なんば Hatch)「Rebirth」 2. LIVE ダイジェスト映像 ココア男。LIVE TOUR 2010 ホットココア1杯目 〜ヒリヒリしちゃえばいいんじゃない?〜 (2010.12.5 大阪なんば Hatch)「Let me free 〜強引なほど、、、」 3. LIVE ダイジェスト映像 ココア男。LIVE TOUR 2010 ホットココア1杯目 〜ヒリヒリしちゃえばいいんじゃない?〜 (2010.12.5 大阪なんば Hatch)「甘い罠 苦い嘘、、、」 4. LIVE ダイジェスト映像 ココア男。LIVE TOUR 2010 ホットココア1杯目 〜ヒリヒリしちゃえばいいんじゃない?〜 (2010.12.5 大阪なんば Hatch)「CROSS MIND by HEAVEN'S」 | 16位 |
| 4th    | ハリキリ女神                                   | 8月10日  | CD (AVCD-48106/B) 1. ハリキリ女神 「日テレRESORT@seazoo 2011」イメージ・ソング 2. Over the gray 3. ハリキリ女神 (Instrumental) 4. Over the gray (Instrumental) CD (AVCD-48107) 1. ハリキリ女神 2. Over the gray 3. ハリキリ女神 (Instrumental) 4. Over the gray (Instrumental) 5. [CD EXTRA] みんなで踊ろう『ハリキリ女神』振り付け映像 CD (AVC1-48108) 1. ハリキリ女神 DVD (AVCD-48106/B) 1. ハリキリ女神 (Video Clip) 2. Making Of Video Clip『ハリキリ女神』 | 12位 |
| 5th    | さよならじゃなくて… /青春応歌                  | 12月14日 | CD (AVCD-48196/B,AVCD-48198) 1. さよならじゃなくて… 2. 青春応歌 3. さよならじゃなくて… (instrumental) 4. 青春応歌 (instrumental) CD (AVCD-48197/B) 1. 青春応歌 2. さよならじゃなくて… 3. 青春応歌 (instrumental) 4. さよならじゃなくて… (instrumental) DVD (AVCD-48196/B) 1. さよならじゃなくて… (Video Clip) 2. Making Of Video Clip『さよならじゃなくて…』 3. スペシャル"ドッキリ"映像 DVD (AVCD-48197/B) 1. さよならじゃなくて… (Video Clip) 2. 『青春応歌』×映画「Miss Boys!」スペシャルコラボPV 3. いきなり演技王 | 21位 |
| 2012年 |                                                |          | |      |
| 6th    | 軌跡 〜Time to go〜                            | 3月14日  | CD (AVCD-48371/B,AVCD-48372/B,AVCD-48373) 1. 軌跡 〜Time to go〜 2. ボニータ!! 3. 軌跡 〜Time to go〜 (Instrumental) 4. ボニータ!! (Instrumental) DVD (AVCD-48371/B) 1. 軌跡 〜Time to go〜 (Video Clip) 2. 軌跡 〜Time to go〜 (Video Clip Making) DVD (AVCD-48372/B) 1. オフショット映像 | 18位 |

※順位はオリコンウィークリーチャート

### アルバム
■ … 10位以内 ■ … 20位以内 ■ … 30位以内
|        | タイトル      | 発売日  | 収録内容 | 最高 |
| 2010年 |               |         | |      |
| ミニ   | RICHCOCOA     | 12月1日 | CD (AVCD-38179/B,AVCD-38180/B,AVCD-38181) 1. Rebirth 2. Let me free 〜強引なほど、、、 3. ヒリヒリしようよ、、、 4. CROSS MIND by HEAVEN'S 5. Do it!!! 6. 君がいたから 7. 甘い罠 苦い嘘、、、 DVD (AVCD-38179/B) 1. 甘い罠 苦い嘘、、、(Video Clip) 2. Let me free 〜強引なほど、、、(Video Clip) 3. CROSS MIND (Video Clip) 4. Rebirth (Video Clip) 5. ドキュメント・オブ・「Let me free 〜強引なほど、、、/ CROSS MIND」 リリース記念イベント 〜ヒリヒリしちゃった3日間、、、 DVD (AVCD-38180/B) 1. 甘い罠 苦い嘘、、、(Video Clip) 2. Let me free 〜強引なほど、、、(Video Clip) 3. CROSS MIND (Video Clip) 4. Rebirth (Video Clip) 5. Making Of Rebirth | 33位 |
| 2012年 |               |         | |      |
| フル   | PREMIUM COCOA | 1月11日 | CD (AVCD-38395/B,AVCD-38396) 1. ドリーマー 2. Soldier 3. Style 4. ハリキリ女神 5. Anniversary 6. 青い花 7. さよならじゃなくて… 8. Smily Dayz 9. ラブ★メーカー 10. Over the gray 11. 青春応歌 CD (AVCD-38397) 1. ドリーマー 2. Soldier 3. Style 4. ハリキリ女神 5. Anniversary 6. 青い花 7. さよならじゃなくて… 8. Smily Dayz 9. ラブ★メーカー 10. Over the gray 11. 青春応歌 12. [Special Track] 君にLOVE心愛 DVD (AVCD-38395/B) 1. Soldier (Video Clip) 2. 「NO you! NO life! NO...××?」feat.Me (Video Clip) 3. ハリキリ女神 (Video Clip) 4. さよならじゃなくて… (Video Clip) 5. 特典映像 〜ココア男。密着!? ドキュメント 2011〜                           | 14位 |

※順位はオリコンウィークリーチャート

## 出演履歴

### テレビドラマ
- ヘヴンズ・ロック（2010年7月14日 - 9月1日、関西テレビ） - テッペイ 役（鎌苅）、リューイチ 役（鈴木）、ジュン 役（細貝）、ユウサク 役（米原）、タクマ 役（井出）

### テレビ番組
- ログ×メン-COCOAOTOKO。-（2011年4月1日 -、EXエンタテイメント〔30分ver.〕、ビクトリーチャンネル〔15分ver.〕）
- MOTEL〜欲しがる男女のモテ学〜（2011年4月21日 - 6月30日、関西テレビ）

#### ウェブ
- とりあえず生中(三杯目)-生放送-（2010年9月13日、ニコニコ動画）
- ミュージックニコ電★ココア男。とニコニコ電話-生放送-（2011年2月10日、ニコニコ動画）
- ココア男。ハッピーバレンタインLIVE-生中継-（2011年2月13日、ニコニコ動画）
- ココア男。に愛の告白★バレンタイン ニコ電-生放送-（2011年2月14日、ニコニコ動画）
- ミュージックニコ電☆ココア男。×無限男子とニコニコ電話-生放送-（2011年3月17日、ニコニコ動画）
- ココア男。の俺たち、メンタメ男。 -生放送-（2011年4月13日 - 6月9日、ニコニコ動画）-レギュラー
- ニコサタ-生放送-（2011年5月21日、ニコニコ動画）

#### 写真集
- ヘヴンズ・ロック〜Heaven's Rock〜公式フォトブック

#### ライブ
- ドコモ presents イケメンデルの法則　恋のJUMP UP LIVE!（2010年3月15日大阪 BIG CAT）
- ココア男。1stLIVETOUR2010〜ホットココア1杯目〜ヒリヒリしちゃえばいいんじゃない？（2010年12月5日になんばHatch、2010年12月6日にShibuya O-EAST）
- MEN-tertainment 〜メンタメ2011〜
- 音霊 夏祭り 2011'〜最終日前日！〜（2011年8月27日逗子海岸）
- a-nation 10th Anniversary for Life Charge & Go! ウイダーinゼリー＠a-park STAGE（2011年8月28日味の素スタジアム）